# Wsparcie społeczne
Wsparcie społeczne – pomoc dostępna jednostce w sytuacjach trudnych. Zachowania pomocne w zaspokajaniu potrzeb w trudnych sytuacjach oferowane przez osoby znaczące i grupy odniesienia danej osoby.
W ujęciu strukturalnym, wsparcie społeczne jest określane jako obiektywnie istniejąca i dostępna sieć społeczna, która wyróżnia się od innych tym, że poprzez fakt istnienia więzi, kontaktów społecznych, przynależności, pełni funkcję pomocną wobec osób znajdujących się w trudnych sytuacjach życiowych.
W ujęciu funkcjonalnym wsparciem społecznym nazywamy taki rodzaj interakcji społecznych, które zostają podjęte przez jednego lub obu (udzielającego wsparcia i odbierającego go) uczestników w sytuacji problemowej, trudnej, stresowej czy krytycznej.
Wsparcie społeczne jest rozumiane także jako ważny czynnik, wpływający na tzw. scenariusze biograficzne jednostek. Istnienie, oddziaływanie i dostępność takiego wsparcia wpływa na funkcjonowanie jednostki, na jej stosunek do problemów, a także na zdrowie (patrz poniżej).

## Rodzaj wsparcia
Wsparcie jest szeroko rozumianą pomocą udzielaną przez jednostki będące z odbiorcą w sieci kontaktów i może przybierać formy:
- wsparcia emocjonalnego – które obejmuje przekazywanie emocji podtrzymujących, uspokajających, okazywanie troski; ma na celu budowanie poczucia bezpieczeństwa, opieki i przynależności
- wsparcie informacyjne (poznawcze) – polega na wymianie informacji mających polepszyć poprawę zrozumienia swojej trudnej sytuacji życiowej przez osobę wspieraną, zrozumienie sytuacji i położenia życiowego w trakcie i po momencie problemowym
- wsparcie instrumentalne – przyjmujące formę instruktażową, dotyczy przekazywania wiedzy na temat sposobów postępowania; jest sposobem zdobywania krótkotrwałych umiejętności postępowania, zdobywania informacji i dóbr materialnych na potrzeby aktualnej sytuacji trudnej – „modelowanie skutecznych zachowań zaradczych”
- wsparcie rzeczowe (materialne) – przeznaczana pomoc materialna, rzeczowa, finansowa oraz osobiste działania na rzecz osoby potrzebującej (dożywianie, udostępnianie schronienia, zaopatrzenie w lekarstwa itp.); jest najbardziej oczekiwaną przez odbiorców formą wsparcia[4].

Formą wsparcia rodzin przeżywających trudności w funkcjonowaniu określa się też rodziny zastępcze. Podejście takie odwołuje się do dogłębnego sensu umieszczania dzieci w rodzinach zastępczych – jako nastawionego na cel reintegracji z rodziną biologiczną, tak szybko jak tylko uzyska ona wydolność społeczno-wychowawczą.
Można wyróżnić także wsparcie spostrzegane jako zbiór wiedzy i przekonań jednostki o tym, skąd i od kogo może otrzymać pomoc w sytuacji trudnej. Zawiera także informacje odnośnie do dostępności tych źródeł pomocy. Wsparcie otrzymywane jest „ocenianym obiektywnie lub relacjonowane subiektywnie przez odbiorcę jako faktycznie otrzymany rodzaj i ilość wsparcia”. Przy ocenie uwzględniany jest fakt właściwego doboru (trafności), a także adekwatności wsparcia.

## Wpływ wsparcia społecznego
Wsparcie społeczne ma duży wpływ na zdrowie i samopoczucie człowieka. Sam fakt odczuwalnego wsparcia spostrzeganego buduje poczucie bezpieczeństwa. Wsparcie społeczne ma niezwykle pozytywny wpływ na zdrowie fizyczne i psychiczne.
Badania (Case, Moss, Case, 1992) wykazały większą umieralność (w tych badaniach z powodów kardiologicznych) u osób nie odczuwających obecności w ich najbliższym środowisku osób mogących im udzielić wsparcia społecznego.
Wyniki te potwierdziły badania (Berkman, Leo-Summers, Horwitz, 1992), w których stwierdzono, że „mniejsze szanse przeżycia zawału mięśnia sercowego mieli pacjenci o niższym poziomie wsparcia społecznego, nawet biorąc poprawkę na inne czynniki jak ostrość choroby”.
Jak wynika z badań wsparcie społeczne jest elementem niezbędnym dla osób znajdujących się w stanach kryzysowych. Bez względu na przeżywane lub też nie, trudności życiowe, stany kryzysowe i innego rodzaju sytuacje problemowe, samo istnienie wsparcia społecznego, sieci mogącej nas wspomóc w sytuacji trudnej – wpływa na nasz rozwój, historię, scenariusz naszego życia (scenariusz biograficzny).